# 180367 VonFeldt
180367 VonFeldt è un asteroide della fascia principale. Scoperto nel 2003, presenta un'orbita caratterizzata da un semiasse maggiore pari a 2,6065632 au e da un'eccentricità di 0,1377680, inclinata di 7,09693° rispetto all'eclittica.
L'asteroide era stato inizialmente battezzato 180367 Vonfeldt per poi essere corretto nella denominazione attuale.
L'asteroide è dedicato al meccanico aeronautico statunitense Kevin Joseph VonFeldt.